# Sudestada
Als Sudestada bezeichnet man einen lokalen Wind aus südöstlicher Richtung (spanisch sudeste) und die damit verbundene Wetterlage im südlichen Südamerika, insbesondere in Argentinien und Uruguay.
Die Sudestada bringt feuchtkalte Atlantikluft bis weit in die Subtropen und sorgt insbesondere in der Pampa-Region für langanhaltende, kräftige Regenfälle, bei denen es häufig zu Überschwemmungen kommt. Im Gebiet des Río de la Plata verursacht er zum Beispiel in Buenos Aires in den flussnahen tieferliegenden Gebieten Überschwemmungen, da der Südostwind das Wasser flussaufwärts drückt. Je weiter sie nach Nordwesten vordringt, schwächen sich die Niederschläge deutlich ab. Meteorologisch gesehen handelt es sich bei der Sudestada um die Rückseite von Tiefdruckgebieten.
Sudestadas treten am häufigsten im Winter und Frühling auf und sind dabei oft Vorboten von wärmeren Perioden. Eine starke Sudestada tritt als Witterungsregelfall in vielen Jahren im September auf; sie wurde mit dem Namen Santa Rosa bedacht.